# Felapton
Felapton es un término utilizado en la lógica aristotélica para indicar un modo silogístico de la tercera figura, generalmente considerado válido, aunque exige una proposición existencial que refuerce el antecedente.
Un ejemplo de un felaptón podría ser:
1. Ningún hombre es inmortal
2. Todo hombre es un ser racional
3. Algún ser racional no es inmortal

- Datos: Q3068066